# Sida tiagii
Sida tiagii är en malvaväxtart som beskrevs av M.M. Bhandari. Sida tiagii ingår i släktet sammetsmalvor, och familjen malvaväxter. Inga underarter finns listade i Catalogue of Life.